# Bleeding Love

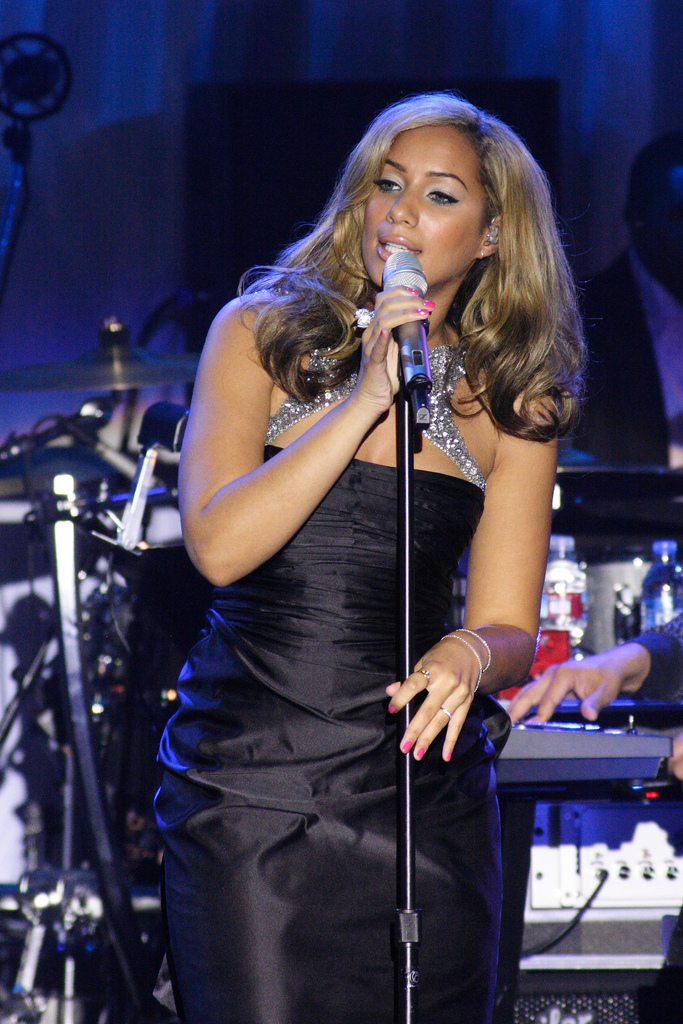
Leona Lewis (2009)

Bleeding Love ist eine Pop/R&B-Ballade der britischen Sängerin Leona Lewis. Geschrieben wurde sie von Jesse McCartney und Ryan Tedder, der das Lied auch produzierte. Bleeding Love erschien auf Lewis’ Debütalbum Spirit; im Oktober 2007 wurde das Stück im Vereinigten Königreich und Irland als Single veröffentlicht (Lewis’ zweite offizielle Single nach A Moment Like This). Im Jahr 2008 wurde der Titel ein weltweiter Erfolg und zur meistverkauften Single. Bleeding Love ist nach Candle in the Wind 97 das zweite Lied, das in 34 Ländern Platz eins der Charts erreichte. Das Musikvideo wurde am 17. Oktober 2007 erstmals ausgestrahlt und am selben Tag auf YouTube hochgeladen, wo es bisher über 165 Millionen Mal aufgerufen wurde.
Der Titel wurde allein in den Vereinigten Staaten über 3,3 Millionen Mal heruntergeladen und war dort 2008 die meistverkaufte Single. Das Stück ist in den Billboard-Dekaden-Charts der Jahre 2000 bis 2009 auf Platz 17. Noch erfolgreicher war die Single im Vereinigten Königreich, wo es die meistverkaufte Single des Jahres 2007 war. Es wurden bisher über 9 Millionen Einheiten von Bleeding Love verkauft, was die Single zur am fünftmeisten verkauften Single des Jahrtausends und des 21. Jahrhunderts macht und zu einem der erfolgreichsten und meistverkauften Lieder aller Zeiten.
Bleeding Love blieb drei Jahre in den britischen Charts, 2007 war es ein Nummer-eins-Hit, 2008 war der Song auf Platz 2 und 2009 auf Platz 97 der britischen Charts. Bleeding Love war bei den Grammy Awards 2009 für einen Grammy in den Kategorien Aufnahme des Jahres, Single des Jahres, Lied des Jahres und Beste Weibliche Gesangs-Leistung nominiert.

## Hintergrund
Im Dezember 2006 gewann Leona Lewis die dritte Staffel von The X Factor, einer britischen Castingshow. Ihr dotierter Preis war ein Plattenvertrag über eine Million Pfund bei Sony BMG, wo Simon Cowell (der auch in der Jury von The X Factor saß) ein A&R-Chef ist. Cowell motivierte Lewis in der Castingshow. Er wollte aus Lewis’ Debütalbum eine „unglaubliche Aufnahme“ mit den weltbesten Produzenten und Songwritern machen.
Im Februar 2007 schrieben der OneRepublic-Frontman Ryan Tedder und der Pop-Sänger und Songwriter Jesse McCartney den Song Bleeding Love für McCartneys drittes Studioalbum Departure, aber sein Musiklabel mochte den Song nicht. Tedder hielt den Song für „massiv“. McCartney wollte den Song für sich selbst behalten, aber Tedder lehnte es ab, mit ihm zu arbeiten. In einem Interview erklärte Tedder, er wolle nicht mit einem Sieger von American Idol arbeiten, aber als er sich einige Songs auf Lewis Website anhörte, äußerte er, „aus der Sicht eines Songwriters hat dieses Mädchen – mit oder ohne Fernsehshow – eine der besten Stimmen, die ich je gehört habe.“ Als Tedder hörte, dass Cowell nach Songs für Leonas Debütalbum sucht, arrangierte Tedder Bleeding Love für Leona Lewis, da der Song perfekt zu ihrer Stimme passe.

## Musikstruktur und Inhalt
Bleeding Love ist eine Pop/R&B-Ballade, in F-Dur. Sie hat 104 Beats pro Minute (bpm) im 4/4-Takt. Die Albumversion ist 4 Minuten und 22 Sekunden lang und der Radio Edit 4 Minuten und eine Sekunde. Lewis singt ihre Version in einem Stimmumfang von 1½ Oktaven. Das Lied weist eine Vers-Chorus Form auf. Bis zur Bridge wird die Melodie vorwiegend von einer Orgel gespielt. Des Weiteren wird die Melodie von einem Synthesizer gespielt, welcher ein Holz-Schlaginstrument in die Melodie integriert. Ein Drum Bass sorgt für den Rhythmus. Das Lied setzt einen interessanten, aber dennoch einfachen harmonischen Klang zu Beginn der Bridge ein. Eine harmonische Verschiebung oder eine harmonische Vielzahl identifiziert im Allgemeinen die meisten Liedbrücken (Bridges). Bleeding Love nutzt in der Hauptzeit die I, VI, IV, V (F, Dm, Bb, C) Progressionen. Die Qualität des zweiten Verses, sowie des Chorus, über die Weiterentwicklung der Akkorde: VI, im Zusammenhang mit der Paralleltonart, erhöht die Spannungen und Emotionen des Liedes.
McCartney schrieb, dass der Song von einer Freundschaft zwischen einem Jungen und einem Mädchen handelt und sagte:

„Ich halte vom Gedanken, dass wir uns lieben so viel, dass es herzig ist. Ich habe mich vier Monate nicht mit meiner Freundin getroffen und wollte sie unbedingt wieder treffen. Ich habe mich so in sie verliebt, dass es peinlich war. Ich war von der Liebe geblendet.“

Der Song zeigt jemanden in einer Beziehung, die durch Liebe geblendet wird. Später treffen sich das Mädchen und der Junge wieder und beide geben zu, dass sie sich lieben.

## Promotion

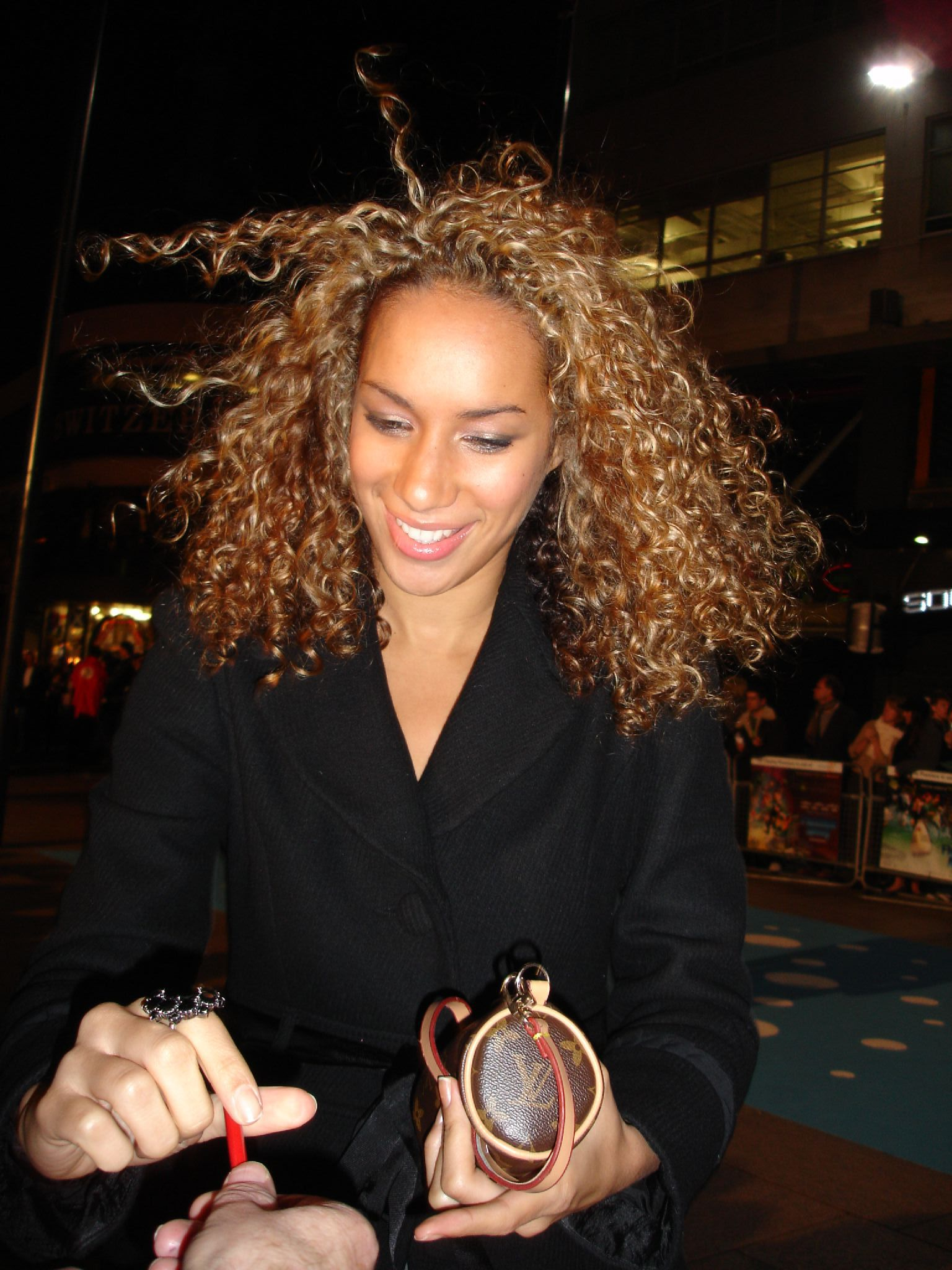
Leona Lewis promotet Bleeding Love und ihr Debütalbum

Der Song wurde erstmals am 16. September 2007 in der BBC Radio 1 Chart Show im Radio gespielt, dann stellte ihn der Blogger Perez Hilton online, um für Bleeding Love zu promoten. Es wurde berichtet,  dass über 1,5 Millionen Leute sich den Song online angehört haben sollen.
Lewis wollte eine regionale Zwei-Tages-Tour des UK Radio am 11. und 12. Oktober 2007, um die Single und das Debütalbum zu promoten. Es folgte ein Auftritt in der Show This Morning am 15. Oktober 2007. Lewis sang den Song in der vierten Staffel von The X Factor am 20. Oktober 2007 und hatte noch viele andere Fernsehauftritte, um die Single und ihr Debütalbum zu promoten.
Lewis sang Bleeding Love auf dem Festival della canzone italiana am 29. Februar 2008 und in der deutschen Show Wetten, dass..? am 1. März 2008.
Lewis hatte ihr US-Fernsehdebüt in der Oprah Winfrey Show am 17. März 2008, wo sie Bleeding Love sang. Sie sang den Song noch auf Good Morning America am 4. April 2008, Live With Regis and Kelly am 8. April 2008, Jimmy Kimmel Live, The Ellen DeGeneres Show am 11. April 2008 und The Tyra Banks Show am 17. April 2008. Leona Lewis sang Bleeding Love in der siebten Staffel von American Idol live am Mittwoch, den 23. April 2008.

## Rezeption

### Kritiken
Der Song wurde von Kritikern gut aufgenommen, die meisten beschrieben den Song als „emotionale Romanze“ und sagten, „dieser Song zeigt am besten Leonas kraftvollen und wunderschönen Gesang, in dem Moment, in dem sie ihren Mund öffnet, wird alles wunderschön“. Digital Spy meinte, „es ist die beste Single, die je von einem X-Factor-Star veröffentlicht wurde“ und beschreibt es als "brillanten Pop Song im Stile von Lewis."
Die meisten Kritiker verglichen Leona Lewis’ Gesang mit dem von Whitney Houston.
BBC America erklärte, "keiner kann Bleeding Love so gut singen wie Leona Lewis."
Des Weiteren erklärte BBC America, dass sich Bleeding Love wie ein Lied von Mariah Carey anhört. „Es ist eine langsame Nummer – zu langsam für den Club, zu schnell für Foxtrott. Man kann es wie Gwen Stefanis Hollaback Girl beschreiben, nur als Ballade.“ Und führten fort, „Leona hat mehr Melisma als Christina Aguilera.“
Billboards Chuck Taylor gab Bleeding Love eine gute Review und beschrieb das Lied als Zeitgeist. The Village Voice beschrieb das Lied als „perfekten Carey-Pop“.

### Auszeichnungen

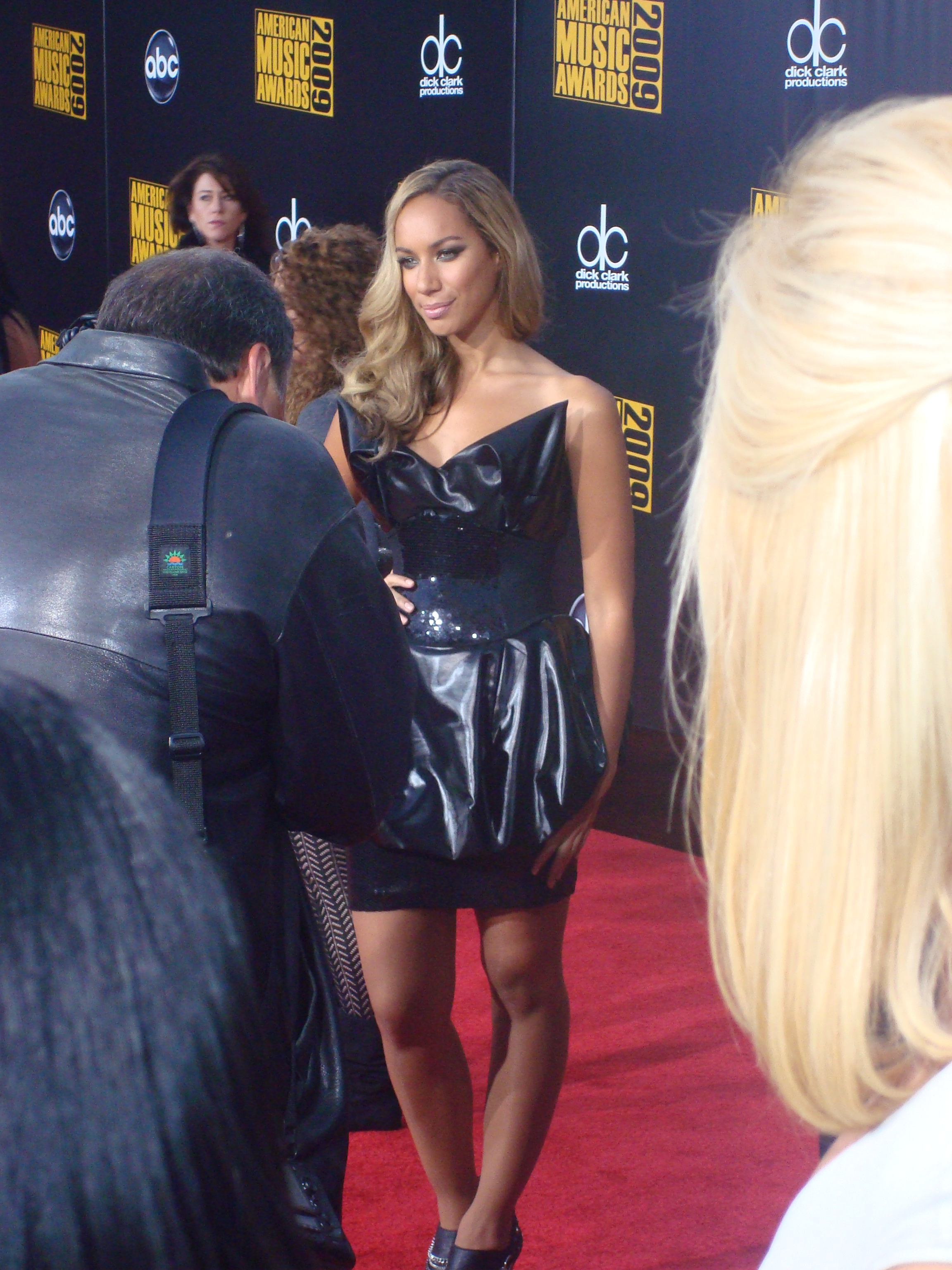
Leona Lewis bei den American Music Awards 2009

Bleeding Love brachte Leona Lewis viele Auszeichnungen und Nominierungen. Im Dezember 2007 gewann Bleeding Love die Kategorie Aufnahme des Jahres und den Award für den Besten Song des Jahres bei den Virgin Media Music Awards 2007. Im Januar 2008 war der Song bei den BRIT Awards in der Kategorie Single des Jahres nominiert. Den Award gewann Take Thats Song Shine, obwohl viele erwarteten, dass Bleeding Love mit großem Abstand siegen würde, aber so kam es nicht. Der weltweite Mega-Erfolg von Bleeding Love brachte Lewis einen Award für die Beste Britische Künstlerin 2008 am Freitag, den 23. Mai 2008. Am 3. Dezember 2008 wurde der Song in den vier Kategorien Song des Jahres, Single des Jahres, Aufnahme des Jahres und Beste Weibliche Gesangs-Performance für einen Grammy Awards nominiert. Das Rolling Stone Magazin platzierte den Song auf Platz 25 der 100 besten Songs von 2008. Im April 2009 wurden Tedder und McCartney mit dem Song des Jahres bei den 26. ASCAP Pop Music Awards ausgezeichnet, weil sie Bleeding Love geschrieben haben.

## Kommerzieller Erfolg

### Chartplatzierungen

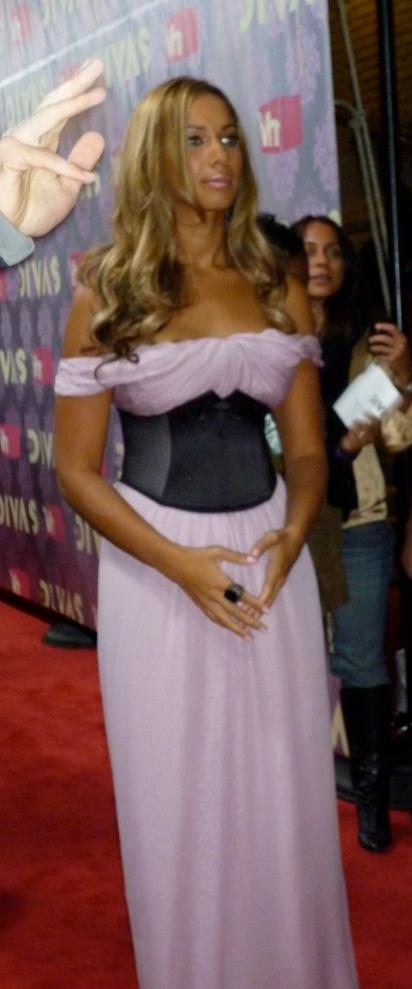
Leona Lewis hatte mit Bleeding Love einen Nummer-eins-Hit in den USA

Bleeding Love debütierte auf Platz 1 in den britischen Charts am 28. Oktober 2007. Als Bleeding Love ein Nummer-eins-Hit wurde, wurde Lewis die erste The X Factor-Kandidatin, die zwei Nummer-eins-Hits im Vereinigten Königreich hat. Es blieb sieben Wochen auf Platz 1 und war einer der längsten Nummer-eins-Hits im Vereinigten Königreich einer weiblichen Künstlerin in der Geschichte der britischen Charts.
In Australien debütierte Bleeding Love auf Platz 9 der Australischen Charts am 24. Dezember 2007. Am 21. Januar 2008 wurde sie die erste britische Castingshow-Gewinnerin, die die Spitze der australischen Charts erreichte und die erste britische Künstlerin, seit Sandi Thom mit I Wish I Was a Punk Rocker (With Flowers in My Hair) im Frühjahr 2007 auf Platz 1 stand. In Neuseeland wurde Leona Lewis die erste britische Künstlerin, die die Charts eroberte, seit den Sugababes im Januar 2006; Bleeding Love stand fünf Wochen auf Platz 1. Außerdem wurde der Song ein Nummer-eins-Hit in der Schweiz, Norwegen, Belgien und den Niederlanden.
In den Vereinigten Staaten wurde die Single am 18. Dezember 2007 veröffentlicht und am selben Tag über 6.000 Mal heruntergeladen. Der Song debütierte am 1. März 2008 offiziell in den Billboard Hot 100 auf Platz 85. Der Song wurde Leona Lewis erster Top-Ten-Hit in den USA und ihr erster Nummer-eins-Hit in den Billboard Hot 100. Der Song erreichte dreimal Platz 1 in den USA, nachdem er dreimal auf Platz 2 gefallen war. Insgesamt stand Bleeding Love vier Wochen auf Platz 1 in den Billboard Hot 100. Es wurde auch in weiteren US-Charts ein Nummer-eins-Hit, wie in den Hot Digital Songs und in den "Hot Adult Contemporary Tracks" Charts, wo der Song ein Jahr blieb.
Leona Lewis ist die dritte britische Künstlerin in der Geschichte der US-Charts, die einen Nummer-eins-Hit in den USA hat, nach Petula Clark mit Downtown (1965) und Sheena Easton mit Morning Train (Nine to Five) (1981) und die erste britische Künstlerin, der dies mit einer internationalen Debütsingle gelang und die erste, die gleichzeitig die Single- und die Albumcharts in den USA anführte.
Nachdem Bleeding Love für eine Woche auf Platz 1 in den USA stand, fiel es auf Platz 4 und erklomm in der nächsten Woche Platz 2 und stand in der dritten Woche wieder für eine Woche an die Spitze der Billboard Hot 100, wo es Lil Waynes Song "Lollipop" von der Spitze ablöste, diesmal konnte Bleeding Love in der nächsten Woche Platz 1 halten und stand somit zwei Wochen in Folge auf Platz 1 der US-Charts und insgesamt vier Wochen auf Platz 1. Es ist die zweite Single in den US-Charts, der dieses Kunststück gelang; Chic gelang dies bereits im Januar 1979 mit ihrem Song Le Freak. Während dieser Zeit debütierte Leonas’ Debütalbum Spirit auf Platz 1 in den Billboard 200 Album-Charts und machte Leona Lewis zum ersten britischen Künstler, dem es gelang, in den USA gleichzeitig auf Platz 1 der Single- und Album-Charts zu stehen. Bleeding Love verbrachte 20 Wochen in den Top Ten der US-Charts und 10 Wochen auf den ersten beiden Plätzen in den USA. In den US-Jahrescharts 2008 erreichte Bleeding Love Platz 7 und war damit besser platziert als Künstler wie Rihanna, Katy Perry, Beyoncé und Lady Gaga.
Am 5. April erreichte der Song Platz 1 in Kanada, in Spanien erreichte das Lied Platz 2 der Charts. Bleeding Love war in allen Radiostationen weltweit ein Mega-Erfolg und erreichte die Airplay-Nummer-eins im Vereinigten Königreich, Schweiz, Deutschland, Frankreich, Australien, Neuseeland, Luxemburg, Litauen, Slowakei, Lateinamerika, Estland und Japan. In den griechischen Airplay-Charts erreichte der Song Platz 2. In Italien erreichte der Song allein durch Downloadverkäufe Platz 1 der italienischen Charts, wo er sich 13 Wochen halten konnte.
| ChartsChartplatzierungen       | Höchstplatzierung | Wochen |
| ------------------------------ | ----------------- | ------ |
| Deutschland (GfK)              | 1 (37 Wo.)        | 37     |
| Österreich (Ö3)                | 1 (37 Wo.)        | 37     |
| Schweiz (IFPI)                 | 1 (65 Wo.)        | 65     |
| Vereinigte Staaten (Billboard) | 1 (39 Wo.)        | 39     |
| Vereinigtes Königreich (OCC)   | 1 (38 Wo.)        | 38     |

| ChartsJahrescharts (2007)    | Platzierung |
| ---------------------------- | ----------- |
| Vereinigtes Königreich (OCC) | 1           |

| ChartsJahrescharts (2008)      | Platzierung |
| ------------------------------ | ----------- |
| Deutschland (GfK)              | 2           |
| Österreich (Ö3)                | 3           |
| Schweiz (IFPI)                 | 2           |
| Vereinigte Staaten (Billboard) | 2           |
| Vereinigtes Königreich (OCC)   | 76          |

| ChartsJahrescharts (2000–2009) | Platzierung |
| ------------------------------ | ----------- |
| Vereinigte Staaten (Billboard) | 17          |

### Auszeichnungen für Musikverkäufe
Bleeding Love wurde am 22. Oktober 2007 im Vereinigten Königreich als Download-Single veröffentlicht und direkt am ersten Tag über 66.000 Mal heruntergeladen und toppte die Britischen iTunes Store Charts. Von Bleeding Love waren bereits drei Tage später über 126.000 Einheiten im Vereinigten Königreich verkauft und Ende der Woche über 150,000 Einheiten. In der ersten Woche waren über 218.805 Einheiten verkauft. Durch diese hohen Verkaufszahlen war das die Bestverkaufswoche 2007 im Vereinigten Königreich. Es gab in der Woche 107.000 Downloads und es wurden über 112.000 CD Singles verkauft.
In der dritten und vierten Woche wurden vom Song 489.153 Einheiten verkauft, dadurch wurde Bleeding Love die meistverkaufte Single 2007 im Vereinigten Königreich.
| Land/Region                  | Auszeichnungen für Musikverkäufe (Land/Region, Auszeichnung, Verkäufe) | Verkäufe  |
| ---------------------------- | ---------------------------------------------------------------------- | --------- |
| Australien (ARIA)            | 2× Platin                                                              | 140.000   |
| Belgien (BRMA)               | Gold                                                                   | 15.000    |
| Dänemark (IFPI)              | 2× Platin                                                              | 30.000    |
| Deutschland (BVMI)           | 5× Gold                                                                | 750.000   |
| Italien (FIMI)               | Gold                                                                   | 25.000    |
| Japan (RIAJ)                 | Gold                                                                   | 100.000   |
| Kanada (MC)                  | Platin (Single) · + Gold (Ringtone)                                    | 100.000   |
| Neuseeland (RMNZ)            | 5× Platin                                                              | 150.000   |
| Österreich (IFPI)            | Gold                                                                   | 15.000    |
| Schweden (IFPI)              | Gold                                                                   | 10.000    |
| Spanien (Promusicae)         | Platin                                                                 | 40.000    |
| Vereinigte Staaten (RIAA)    | Platin (Single) · + Platin (Mastertone)                                | 2.000.000 |
| Vereinigtes Königreich (BPI) | 4× Platin                                                              | 2.400.000 |
| Insgesamt                    | 7× Gold · 19× Platin ·                                                 | 5.775.000 |

## Musikvideos
Es gibt zwei Musikvideos zu Bleeding Love. Das erste wurde von Melina Matsoukas in Los Angeles gefilmt. Es wurde in einem Wohnblock gefilmt und zeigt die verschiedenen Stufen einer Beziehung zwischen Mann und Frau: "Das Video ist extrem emotional und zeigt die Stufen der ersten Liebe." Die internationale Version des Musikvideos wurde am 17. Oktober 2007 auf der Internetplattform YouTube hochgeladen.
Lewis nahm ein zweites Musikvideo für die US-Veröffentlichung von Bleeding Love auf, das in New York gefilmt wurde. Regie führten Ryan Tedder und Jessy Terrero. Das Video hatte seine US-Premiere am 29. Januar 2008 auf Yahoo! Music und wurde am 30. Januar 2008 bei YouTube hochgeladen. Das Fernsehdebüt war am 4. Februar 2008 auf VH1.
Das internationale Video gewann die Kategorie Best UK Video bei den MTV Video Music Awards 2008. Das US-Video war auf Platz 1 in den VH1 Year End Top 40.

## Credits und Personal
- Gesang – Leona Lewis
- Songwriter – Ryan Tedder & Jesse McCartney
- Audio Mix – Phil Tan
- Recording Engineer – Ryan Tedder
- Assistent Recording Engineers – Nate Hertweck und Craig Durrance
- Produzent – Ryan Tedder
- Alle Instrumente – Ryan Tedder
- Programmierer – Ryan Tedder
- Arrangement – Ryan Tedder
- Aufgenommen in:
  - Mansfield Studios, Los Angeles, Kalifornien
  - Record Plant Studios, Hollywood, Los Angeles, Kalifornien
  - Encore Studios, Burbank, Kalifornien

## Coverversionen
- Romina Mercedes coverte den Song im Jahr 2008. Die offizielle genehmigte deutsche Version von Bleeding Love heißt Ich liebe nur Dich.
- Jesse McCartney nahm 2008 eine Coverversion des Songs als Bonustrack für die japanische Edition seines Albums Departure auf.
- Die deutsche Gruppe The Baseballs coverte den Song 2009 im Rockabilly-Stil für ihr Debütalbum Strike!.
- Der belgische Eurovision-Song-Contest-Teilnehmer Tom Dice coverte das Lied im Jahr 2010.